# اللجمات وجربة باراجح (بروم ميفع)
'

تعديل مصدري - تعديل

اللجمات وجربة باراجح هي إحدى قرى عزلة بروم بمديرية بروم ميفع التابعة لمحافظة حضرموت، بلغ تعداد سكانها 104 نسمة حسب تعداد اليمن لعام 2004.